# カウボーイズ&エンジェルズ
『カウボーイズ&エンジェルズ』（Cowboys & Angels）は、2003年のアイルランドの青春映画。
監督はデイビッド・グリーソン、出演はマイケル・リッジとアレン・リーチなど。
ストレートとゲイの青年2人の友情と成長を描いている。
2003年に開催されたリオデジャネイロ国際映画祭で初上映された。
日本では、2005年に開催された第14回東京国際レズビアン&ゲイ映画祭にて上映された。

## キャスト
- シェーン・バトラー: マイケル・リッジ（英語版） - 都会に出てきたばかりの冴えない公務員。
- ヴィンセント・キューザック: アレン・リーチ - シェーンのルームメイト。ゲイの服飾専門学校生。
- ジェマ: エイミー・シエルズ（英語版）
- キース: デヴィッド・マレイ（英語版）